# 1807 az irodalomban
Az 1807. év az irodalomban.

## Események
- A súlyosan elmebeteg Friedrich Hölderlint gyámság alá helyezik, irodalmi pályája végetér.
- Pestre mennek vendégszerepelni a kolozsvári színészek, ez a második színházi vállalkozás a városban.

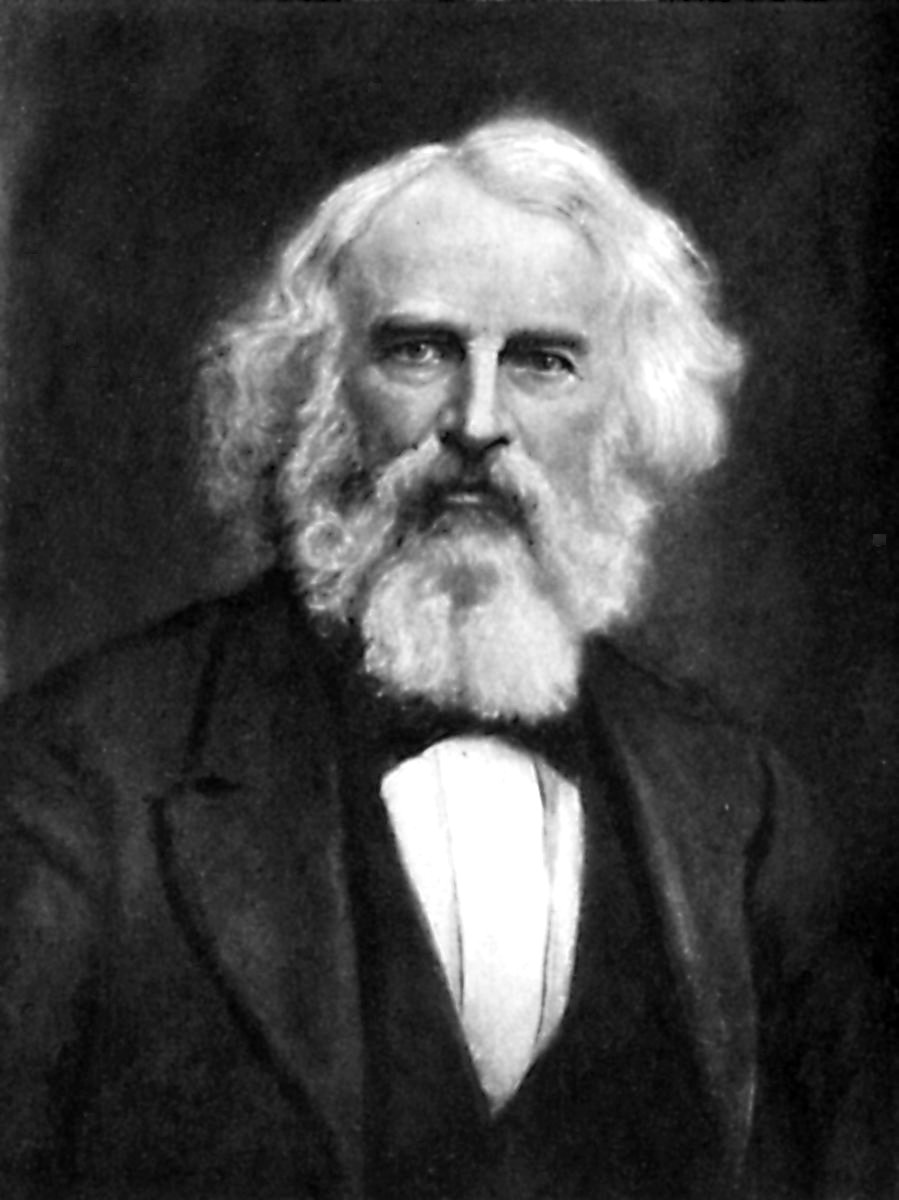
Henry Wadsworth Longfellow

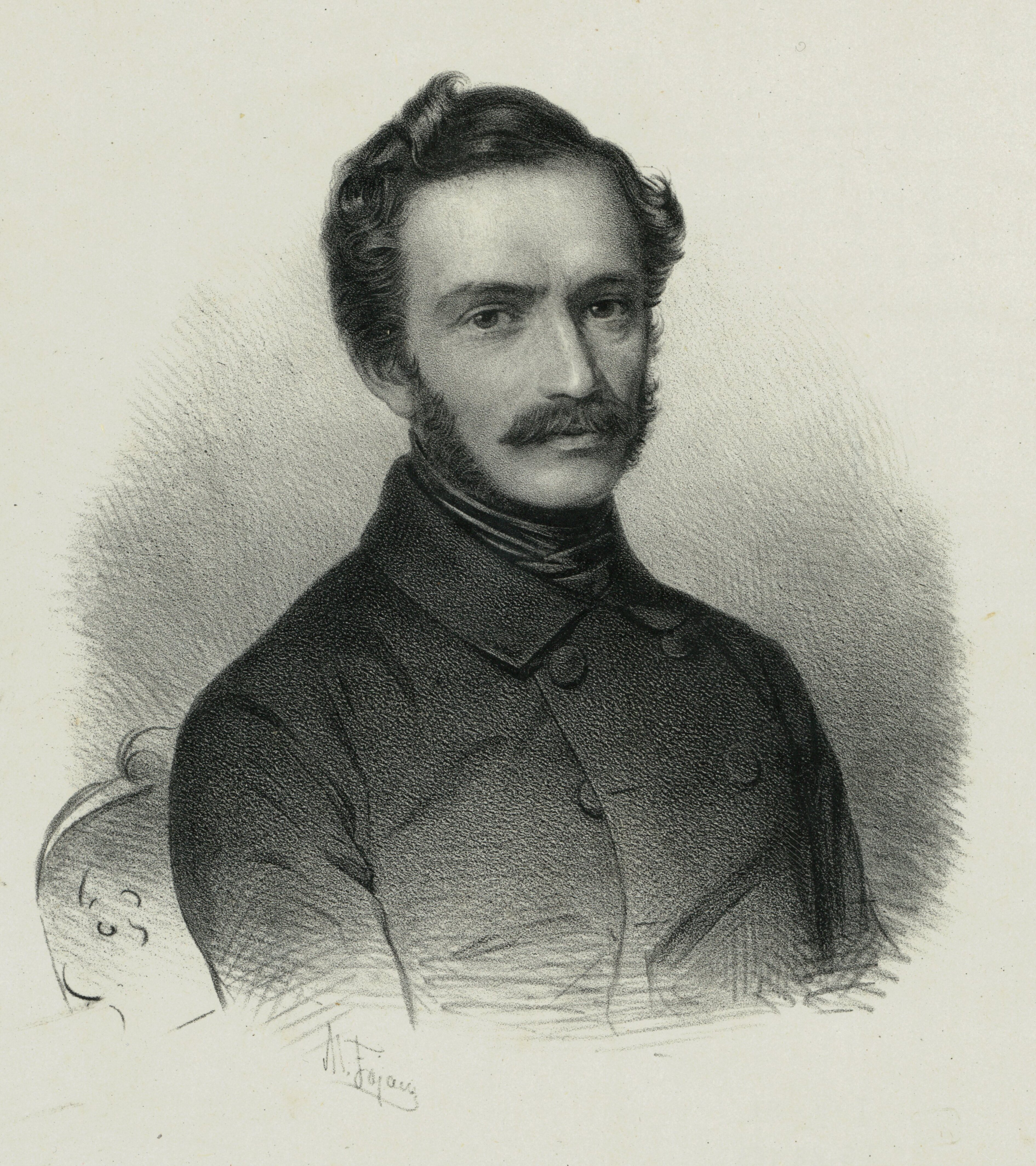
Lucjan Siemieński

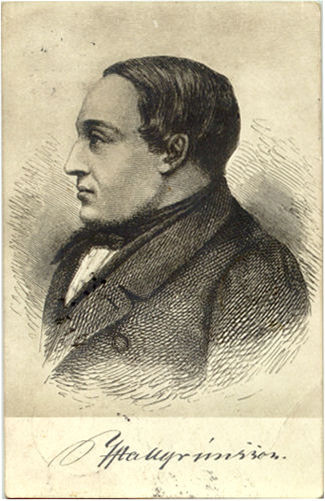
Jónas Hallgrímsson

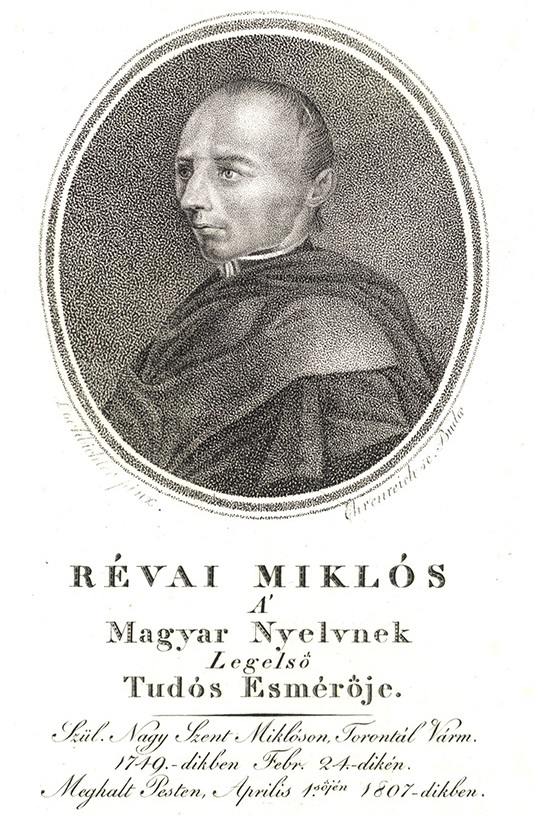
Révai Miklós

## Megjelent új művek
- Madame de Staël francia írónő regénye: Corinne, ou l’Italie.
- Charles Lamb és Mary Lamb angol testvérpár elbeszélései: Tales from Shakespeare (Shakespeare meséi).

### Költészet
- William Wordsworth verseinek gyűjteménye: Poems, in Two Volumes.
- George Byron második verseskötete: Hours of Idleness (A tétlenség órái).

### Magyar nyelven
- Kisfaludy Sándornak két kötete jelenik meg:
  - A boldog szerelem, (a Himfy szerelmei második része)
  - Regék a magyar előidőből

#### Fordítások magyar nyelvre
- Kazinczy Ferenc megkezdi fordításainak kiadását: Kazinczy Ferencznek fordított egyveleg irásai. Az 1807. évi első kötet Marmontel Szivképző regéinek átdolgozott fordítását, a második Herceg Rochefoucauldnak maximáit (1810) tartalmazza. 1815-ig kilenc kötet fordítása jelenik meg, mellyel a nyelv és a magyar stílus gazdagítását is szolgálta.[1]

## Születések
- február 27. – Henry Wadsworth Longfellow amerikai költő († 1882)
- május 17. – Petrichevich-Horváth Lázár magyar író, hírlapíró († 1851)
- június 30. – Friedrich Theodor Vischer német író és filozófus, a 19. századi újabb német esztétika legkiválóbb művelője († 1887)
- augusztus 13. – Lucjan Siemieński lengyel költő, író, irodalomkritikus, publicista, műfordító  († 1877)
- november 16. – Jónas Hallgrímsson izlandi költő, író († 1845)

## Halálozások
- április 1. – Révai Miklós költő, nyelvtudós, a magyar történeti nyelvészet megalapítója (* 1750)
- október 9. – Mihail Matvejevics Heraszkov orosz író (* 1733)
- december 19. – Friedrich Melchior Grimm báró, német születésű francia író, diplomata, enciklopédista (* 1723)